# Kulturbolaget

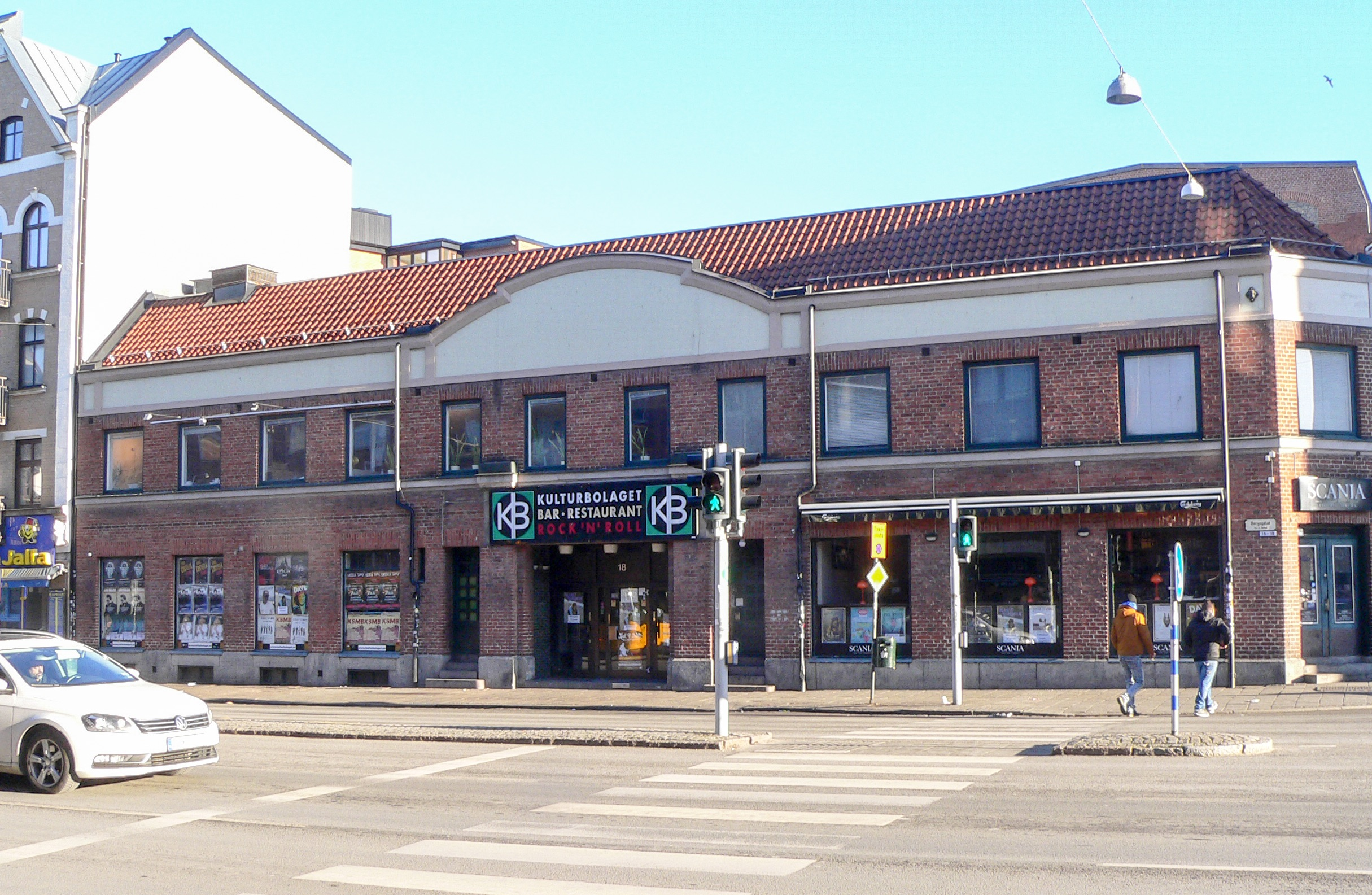
Kulturbolaget

Kulturbolaget är en klubb- och konsertlokal med plats för 850 personer belägen på Bergsgatan i Malmö, cirka 300 meter från Möllevångstorget, denna lokal stängde dock 30 september 2022. Däremot är de också konsertarrangör. Kulturbolaget har en bar i anslutning till konsertlokalen, tidigare kallad Vinylbaren, som idag heter Scania Bar som en referens till fordonstillverkaren Scania som tidigare fanns på adressen. År 1982 startade KB sin verksamhet i Kopparhuset vid Erikslust i Fridhemsområdet men flyttade 1993 till nuvarande lokaler. År 2011 öppnades ett kontor i Göteborg samt ett i Stockholm.